# Генерал-губернатор Австралії
Генерал-губернатор Австралії або Генерал-губернатор Австралійського Союзу (англ. Governor-General of Australia, Governor-General of the Commonwealth of Australia) — офіційний представник в Австралії монарха Великої Британії (на даний час Королем Австралії є Карл III). Він або вона є главою виконавчої влади на території Австралійського Союзу. До обов'язків генерал-губернатора входить призначення послів, міністрів і суддів, затвердження законопроєктів, оголошення виборів та вручення нагород. Генерал-губернатор є президентом Федеральної виконавчої влади і Головнокомандувачем Сил оборони Австралії. Всі ці обов'язки виконуються і всі пости займаються відповідно до Конституції Австралії. Крім того, генерал-губернатор виконує обов'язки офіційного представника Австралійської столичної території.
Відповідно до Конституції генерал-губернатор призначається Королем і повинен бути представником Її Величності на території Союзу. Конституція надає генерал-губернатору доволі широкі права, але на практиці він або вона виконує лише представницькі функції та має виключно консультативний голос під час обговорення найважливіших для країни рішень. Навіть під час призначення прем'єр-міністра, генерал-губернатор рідко застосовує практику відхилення кандидатури прем'єр-міністра, яку йому запропоновано Австралійським парламентом: він лише формально затверджує її.
Окрім визначених Конституцією офіційних обов'язків, генерал-губернатор виконує широке коло церемоніальних обов'язків. Він або вона часто мандрує Австралією з метою присутності на відкритті конференцій, церемоній і служб. Під час своїх поїздок за межі країни генерал-губернатор сприймається як представник Австралії і його короля та у більшості випадків приймається як голова держави.
Основною резиденцією генерал-губернатора є Дім Уряду в Канберрі, широко відомий також як Ярралумла. Другою офіційною резиденцією є Адміралтейський Дім у Сіднеї. Під час відвідування інших австралійських штатів генерал-губернатор, зазвичай, зупиняється в Домі Уряду відповідного столичного міста.
Помічником і заступником генерал-губернатора є офіційний секретар генерал-губернатора Австралії.
На даний час обов'язки генерал-губернатора Австралії здійснює Місіс Квентін Брюс, перша жінка на посту генерал-губернатора Австралії.

## Призначення
На практиці призначення генерал-губернатора є обов'язком прем'єр-міністра Австралії, який при цьому, як правило, консультується зі своїм апаратом і монархом. З кандидатом проводять попередні консультації з метою з'ясування його ставлення до призначення на цю почесну посаду.
Після узгодження Прем'єр-міністр Австралії представляє кандидатуру монарху. За законом монарх може відхилити запропоновану йому кандидатуру і вимагати представити нового претендента, але на практиці такого не відбувалося з 1930 року, коли запропонований на цей пост Джеймсом Скалліном Сер Ісаак Ісаак стикнувся із сильною опозицією з боку прихильників традиційних поглядів в Австралії і Британському уряді. Король Георг V був налаштований не приймати запропоновану йому кандидатуру, однак, зрештою був змушений погодитись, після того як Скаллін наполіг на своєму праві обговорювати це питання безпосередньо з королем, оминаючи Прем'єр-міністра Великої Британії. Цей випадок став однією з основних причин прийняття Вестмінстерського статуту 1931 року і формального відокремлення домініонів від метрополії. В наш час[коли?] Король Австралії має вельми обмежений вплив на політичні і конституційні питання країни.
Після отримання згоди всіх сторін монарх дає дозвіл на публічне оголошення майбутнього призначення. Зазвичай, це відбувається за декілька місяців до закінчення терміну повноважень попереднього генерал-губернатора. Протягом цього часу кандидат носить титул наступника генерал-губернатора.
Офіційне призначення здійснюється монархом. Після свого офіційного призначення кандидат складає клятву і вступає у права володіння офісом. Церемонія складання клятви, зазвичай, відбувається у Сенаті під головуванням Верховного судді Австралії.

## Перебування у посаді
В Конституції Австралії не визначено термін повноважень генерал-губернатора, тому він може займати посаду безстроково. Однак, на практиці типовий термін повноважень складає п'ять років. В кінці цього періоду повноваження генерал-губернатора іноді продовжуються на короткий період часу.
Заробітна платня генерал-губернатора визначається Конституцією. Відповідно до неї, його щорічний розмір становить 10 тисяч фунтів стерлінгів (при цьому за парламентом зберігається право зміни розміру). В Конституції прописано, що платня генерал-губернатора не може бути збільшена під час його перебування на посту. Відповідно до Закону про генерал-губернатора від 1974 року з кожним новим повноваженням здійснюється збільшення окладу. У наш час[коли?] австралійське законодавство гарантує генерал-губернатору платню за п'ятирічний період, що перевищує платню верховного судді Високого суду Австралії.
В історії Австралії було лише три випадки, коли генерал-губернатор подавав у відставку. Першим став Джон Гоуп, який попрохав відкликати його назад до Британії у 1903 році після суперечностей з приводу фінансування посади. Джон Керр пішов у відставку у 1977 році, після того як погодився зайняти пост австралійського посла в ЮНЕСКО у Парижі. У 2003 році за власною ініціативою пішов Пітер Холлінгворт.
Генерал-губернатор може бути відкликаний або звільнений від посади монархом до закінчення терміну його повноважень. Однак, за конституційним звичаєм це може відбутися тільки за рекомендацією прем'єр-міністра. Оскільки в історії Австралії ще жодного разу не було подібного випадку, залишається незрозумілим, як швидко монарх може змістити зі свого посту генерал-губернатора. Конституційна криза 1975 року висвітив ще одну проблему, коли і генерал-губернатор, и прем'єр-міністр можуть одночасно намагатись змістити один одного з посад.
Місце генерал-губернатора стає вакантним у випадку його відставки, смерті або недієздатності. Також воно може стати тимчасово вакантним, наприклад, у випадку офіційного закордонного візиту генерал-губернатора. Відповідно до Конституції, монарх може у випадку наявності вакантного місця керівника справами (англ. Administrator), який буде виконувати функції генерал-губернатора.

## Дивись також
- Список генерал-губернаторів Австралії